# Josef Velenovský
Josef Velenovský (22. dubna 1858, Čekanice – 7. května 1949, Mnichovice) byl český botanik, mykolog a filozof, profesor Univerzity Karlovy.

## Životopis
V letech 1878–1883 vystudoval na Karlově univerzitě botaniku a filozofii. Byl žákem Ladislava Čelakovského, navštěvoval i botanické přednášky Moritze Willkomma. Velmi cenná je Velenovského latinsky psaná květena Bulharska Flora Bulgarica (1891). Velenovský publikoval také díla z oborů morfologie rostlin, mykologie, bryologie a paleobotaniky. Významná je jeho Srovnávací morfologie rostlin (1905). V r.1885 se na UK habilitoval, 1892 byl jmenován mimořádným a 1898 řádným profesorem botaniky (na UK působil do r. 1927, mj. s Bohumilem Němcem, 1873–1966, orientovaným na rostlinnou anatomii a fyziologii). Významných badatelských výsledků dosáhl zejména v oblasti mykologie a srovnávací morfologie rostlin. V Praze založil Botanický ústav a řídil tamější botanickou zahradu.
Svéráznými úvahami, především ve spisu Přírodní filozofie, zasáhl i do filozofie, kde chtěl navázat na Marešovu kritiku pozitivismu, naturalismu a na jeho úvahy metodologické. Při tom (a při studiu paranormálních jevů) se dostal pod vliv krajního spiritualismu, okultismu. Karel Vorovka ho označil za „magického idealistu“ (a své recenze I. a II. dílu Přírodní filozofie v Naší vědě zařadil do seznamu svých publikací „týkajících se okultismu“). Základními kategoriemi V. přírodní filozofie jsou hmota, duch, éter. Hmota je všude v prostoru spojena éterem s duchem, duch je pojítkem všeho, a proto duchovní svět je tím pravým světem (F. Krejčí psal v této souvislosti o V. „kosmickém psychismu“). Proti evolučnímu názoru kladl asi dvacet nových principů, např. princip organické harmonie (vzájemné podpory živočichů). Ve V. příspěvcích o otázkách společenských, kulturních a politických je zřejmý jeho politický konzervatismus a odpor vůči domácí „realistické tradici“.

## Publikace výběr
- 1887 Atlas rostlinstva pro školu a dům
- 1889 Květena českého cenomanu, 1889–90;
- 1891 Flora Bulgarica I–II, 1891;
- 1897 Mechy české
- 1903 Játrovky české I–III, 1901–03;
- 1907 Srovnávací morfologie rostlin, 1905, něm. 1905–07;
- 1920 Přírodní filosofie I (díl přírodnický)
- 1922 Přírodní filosofie II (díl kulturní)
- 1926 Systematická botanika I–VI, 1922–26;
- 1931 Flora cretacea I–IV, 1926–31;
- 1928 Obrázky
- 1932 Literární studie
- 1934 Monographia Discomycetum Bohemiae I–II
- 1935 Poslední moudrost čili Nauka o kosmickém duchovnu
- 1882. Die Flora der böhmischen Kreideformation
- 1886  Beiträge zur Kenntniss der bulgarischen Flora
- 1891 Flora Bulgarica. Descriptio … systematica plantarum vascularium in principatu Bulgariae sponte nascentium
- 1892 O biologii a morfologii rodu Monesis, etc. Con resumen en alemán
- 1892 O morfologii rostlin cevnatých tajnosnubných, etc. Boh. & Ger
- 1892 O Phyllokladiích rodu Danaë, etc.

- Velenovský, J. (1920). České Houby 1: 1-200.
- Velenovský, J. (1920). České Houby 2: 201-424.
- Velenovský, J. (1921). České Houby 3: 425-632.
- Velenovský, J. (1922). České Houby 4-5: 633-950.
- Velenovský, J. (1926). Nové druhy rodu Daedakea v Čechách. Mykologia 3 (7-8): 100-103.
- Velenovský, J. (1934). Monographia Discomycetum Bohemiae 1: 1-436. Czechoslovakia, Prague.
- Velenovský, J. (1939). Novitates Mycologicae. 1-211.
- Velenovský, J. (1947). Novitates mycologicae novissimae. Opera Botanica Čechica 4: 1-167, 2 pls.

## Druhy pojmenované po Velenovském
- Astragalus velenovskyi Nábělek 1923
- Boletus velenovskýi Smotlacha 1912
- Bryomyces velenovskyi (Bubák) Döbbeler
- Centaurea velenovskyi Adamović 1894
- Cyanus velenovskyi Adamović, Wagenitz et Greuter 2003
- Cortinarius velenovskyanus Moënne-Locc. et Reumaux 1997
- Daphne velenovskyi Halda 1981
- Entoloma velenovskyi Noordel. 1979
- Galium velenovskyi Ančev 1975
- Hilpertia velenovskyi (Schiffn.) Zander 1989
- Mollisia velenovskyi Gminder 2006
- Naucoria velenovskyi Pilát 1930
- Russula velenovskyi Melzer et Zvára 1927
- Spooneromyces velenovskyi (Vacek ex Svrček) Van Vooren 2014
- Tortula velenovskyi Schiffn. 1893
- Trifolium velenovskyi Vandas ex Velen. 1891
- A.V. Frič pojmenoval svůj nález Notocactus velenovsky, dnes je považován za formu Notocactus floricomus.